# Синтія Клітбо
Синтія Клітбо Гамбоа (ісп. Cynthia Clitbo Gamboa; нар. 11 березня 1967, Сакатекас, штат Сакатекас) — мексиканська акторка театру, кіно та телебачення.

## Життєпис
Народилась 11 березня 1967 року в місті Сакатекас, столиці однойменного мексиканського штату, в родині датчанина та мексиканки. 
Акторську кар'єру розпочала в середині 1980-х, зігравши низку другорядних персонажок у теленовелах «Як боляче мовчати» (1987), «Любов у тиші» (1988), «Моя друга мама» (1989) та «Я купую цю жінку» (1990).
1992 року отримала премію TVyNovelas у категорії Найкраща лиходійка за роль Софії Хастелум Фернандес у теленовелі «Гіркі тенета». Та справжній успіх принесла роль Лаури Кастро, сестри головної героїні у теленовелі «Хазяйка» (1995), де її партнерами стали Анхеліка Рівера, Франсіско Гатторно та Норма Еррера. Роль Росаури Онтіверос у серіалі «Одного разу в нас виростуть крила» (1997) також була успішною.
1999 року роль Тамари де ла Соліна у серіалі «Привілей кохати» принесла їй ще одну премію TVyNovelas у категорії Найкраща лиходійка. Також помітною стала її роль Хуани Годой у теленовелі «Тереза» 2010 року.

## Особисте життя
Клітбо чотири рази була у шлюбі:
- 1987—1989 — Хорхе Антолін, мексиканський актор; розлучення.
- 1995—1997 — Франсіско Гатторно, кубинський актор, з яким познайомилася під час зйомок у теленовелі «Хазяйка»; розлучення.
- 2005—2007 — Рубен Ліра, мексиканський актор. 1 серпня 2006 року народила дочку Елізу Фернанду; розлучення.
- 29 вересня 2012 року Синтія Клітбо вступила у шлюб зі скульптором Давидом Герштейном.

## Вибрана фільмографія
| Рік       |   | Українська назва                  | Оригінальна назва                    | Роль                              |
| --------- | - | --------------------------------- | ------------------------------------ | --------------------------------- |
| 1985      | с | Прожити ще трохи                  | Vivir un poco                        | епізод                            |
| 1987      | с | Як боляче мовчати                 | Cómo duelle callar                   | Крістіна Кіснерос                 |
| 1988      | с | Любов у тиші                      | Amor en silencio                     | Аврора                            |
| 1989      | с | Моя друга мама                    | Mi segunda madre                     | Летисія Платос                    |
| 1990      | с | Я купую цю жінку                  | Yo compro esa mujer                  | Ефігенія                          |
| 1990      | с | Моя маленька Соледад              | Mi pequeña Soledad                   | епізод                            |
| 1991      | с | Гіркі тенета                      | Cadenas de amargura                  | Софія Хастелум Фернандес          |
| 1991      | с | Вкрадене життя                    | Vida robada                          | Летисія Авелар / Вероніка Алмейда |
| 1993      | с | Сон кохання                       | Sueño de amor                        | Ана Луїса Монтенегро              |
| 1995      | с | Хазяйка                           | La dueña                             | Лаура Кастро Вільяреаль           |
| 1996      | с | Жінка, випадки з реального життя  | Mujer, casis de la vida              | різні персонажі                   |
| 1997      | с | Одного разу в нас виростуть крила | Alguina vez tendrrmos alas           | Росаура Онтіверо                  |
| 1998—1999 | с | Привілей кохати                   | El privilegio de amar                | Тамара де ла Коліна               |
| 2000      | с | Будинок на пляжі                  | La casa en la playa                  | Пауліна Вільяреаль де Рохо        |
| 2001      | с | Моя доля — це ти                  | Mi destino eres tu                   | Амара Трухільйо                   |
| 2003      | с | Серпанок нареченої                | Velo de novia                        | Ракель Вільясеньйор Дель Морель   |
| 2004      | ф | Оголеність                        | Desnudos                             | Берта                             |
| 2005—2006 | с | Перегріна                         | Persgrina                            | Абігайль Осоріо                   |
| 2007—2008 | с | Слово жінки                       | Palabra de mujer                     | Делія Ібарра                      |
| 2019—2010 | с | Не бійся мріяти                   | Atrévete a soñar                     | Б'янка Пенья Бріцці де Рінкон     |
| 2010      | с | Жінки-вбивці                      | Mujeres asesinas                     | Лус Мерседес де Манхарес          |
| 2010—2011 | с | Тереза                            | Teresa                               | Хуана Годой                       |
| 2012      | с | Заради неї я Єва                  | Por ella soy Eva                     | коханка Хуана Карлоса             |
| 2012      | с | Маленький шматочок раю            | Cachito de cielo                     | Адела Сілва де Салазар            |
| 2013—2014 | с | Я тебе кохаю, тому що кохаю       | De que te quero, te quero            | Кармен Гарсія Пабуена             |
| 2016—2017 | с | Вино кохання                      | Vino el amor                         | Марта Естрада де Муньос           |
| 2018      | с | Доньки Місяця                     | Hijas de luna                        | Леонора Руїс де Оропеса           |
| 2019—2020 | с | Дракон: Повернення воїна          | El Dragon: El regreso de un guerrero | Дора Пердомо де Гарса             |
| 2020      | с | Медики, лінія життя               | Medicos, linea de vida               | Кармен                            |
| 2022      | с | Нічия жінка                       | Mujer de nadie                       | Ісаура Гендерсон де Арісменді     |
| 2023      | с | Гра в брехню                      | Juego de mentiras                    | Рената дель Ріо                   |
| 2023      | с | Шахти пристрасті                  | Minas de pasión                      | Зайра Перес                       |
| 2024      | с | Історія Хуани                     | La historia de Juana                 | Хосефіна Соса                     |
| 2024—2025 | с | Гірке кохання                     | Amor amargo                          | Беатріс Сан-Хосе Пінеда           |
| 2024      | с | Лалола                            | Lalola                               | Цирцея                            |

## Нагороди та номінації
TVyNovelas Awards:
- 1988 — Номінація на найкращу жіночу роль — відкриття (Як боляче мовчати).
- 1992 — Найкраща лиходійка (Гіркі тенета).
- 1996 — Номінація на найкращу лиходійку (Хазяйка).
- 1998 — Номінація на найкращу лиходійку (Одного разу в нас виростуть крила).
- 1999 — Найкраща лиходійка (Привілей кохати).
- 2004 — Номінація на найкращу лиходійку (Серпанок нареченої).
- 2006 — Номінація на найкращу лиходійку (Перегріна).
- 2009 — Номінація на найкращу лиходійку (Слово жінки).
- 2010 — Номінація на найкращу лиходійку (Не бійся мріяти).
- 2014 — Найкраща акторка другого плану (Я тебе кохаю, тому що кохаю).
- 2014 — Номінація на найкращу роль у виконанні заслуженої акторки (Я тебе кохаю, тому що кохаю).
- 2017 — Номінація на найкращу роль у виконанні заслуженої акторки (Вино кохання).
- 2019 — Номінація на найкращу роль у виконанні заслуженої акторки (Доньки Місяця).

ACE Awards:
- 1996 — Найкраща жіноча роль у теленовелі (Хазяйка).
- 1998 — Найкраща акторка (Одного разу в нас виростуть крила).